# Aline MacMahon
Aline Laveen MacMahon (født 3. maj 1899, død 12. oktober 1991) var en amerikansk teater- og filmskuespiller. Hendes karriere begyndte på scenen i 1921. Hun arbejdede i udstrakt grad i film og tv indtil sin pensionering i 1975. Hun blev nomineret til en Oscar for bedste kvindelige birolle for sin præstation i Dragon Seed fra 1944.

## Opvækst
MacMahon blev født i McKeesport, Pennsylvania til William Marcus MacMahon (døde 6. september 1931) og Jennie (født Simon; døde 31. december 1984), der var født i Rusland af jødisk afstamning. Hendes far var redaktør med Associated Press og redaktør for Munsey's Magazine. Hendes forældre giftede sig den 14. juli 1898 i Columbus, Ohio.
MacMahon underholdte allerede i 1908, da en avisartikel rapporterede "en serie sange og danse af Aline MacMahon" i St. Jude's Church i Brooklyn.

## Uddannelse
MacMahon voksede op i Brooklyn, New York City og fik sin uddannelse ved Public School 103, Erasmus Hall High School (Brooklyn) og Barnard College.

## Karriere
MacMahon gjorde sin professionelle debut i 1914.
Hun begyndte at optræde på Broadway i 1921 i The Madras House. (En anden kilde siger, at hendes første Broadway-optræden var i The Mirage i 1921.) Hendes Broadway-titler omfatter 24 forstillinger. Hendes første filmrolle var Pre-Code Five Star Final (1931); hun vekslede mellem Broadway og Hollywood i hele sin karriere.
Screen World Presents the Encyclopedia of Hollywood Film Actors siger om MacMahon (i uddrag): "Hun viste sig at være en fin, sympatisk skuespillerinde med en hurtig vittighed og syrlig tunge som derefter trådte ind i karakterroller med lethed som hun blev plumpet og mere moderlige i sin fremtræden".

## Privatliv
Den 28. marts 1928 giftede MacMahon Clarence Stein, en arkitekt og byplanlægger, der grundlagde Regional Planning Association. Han døde i 1975. De havde ingen børn. MacMahon var formand for Equity Library Theatre i 1950. Hun organiserede produktioner til lokalsamfundenes teatre og var aktiv i velgørenhedsorganisationer.

## Død
MacMahon døde i 1991, 92 år gammel, af lungebetændelse i New York City syv år efter sin moders død, Jennie, som døde i en alder af 106 år.

## Dokumenter
New York Public Library har en samling af MacMahons dokumenter, der dokumenterer forskellige aspekter af hendes liv. De er placeret i bibliotekets Billy Rose Theatre Division.